# Rishøj
Rishøj är en kulle i Danmark.   Den ligger i Silkeborgs kommun i  Region Mittjylland, i den centrala delen av landet, 210 km väster om Köpenhamn. Toppen på Rishøj är 105 meter över havet.
Närmaste större samhälle är Silkeborg, 13 km öster om Rishøj. Omgivningarna runt Rishøj är en mosaik av jordbruksmark och naturlig växtlighet.